# Bob Gibson
Robert Gibson, soprannominato Gibby, Hoot o Bob (Omaha, 9 novembre 1935 – Omaha, 2 ottobre 2020), è stato un giocatore di baseball statunitense di ruolo lanciatore che ha giocato per tutta la carriera con i St. Louis Cardinals nella Major League Baseball (MLB). È stato inserito nella National Baseball Hall of Fame nel 1981, al suo primo anno di eleggibilità.

## Carriera
Convocato per nove All-Star Game e due volte vincitore delle World Series, vinse due Cy Young Award come miglior lanciatore e fu premiato come MVP della National League nel 1968. I Cardinals ritirarono il suo numero 45 nel settembre 1975, inserendolo nella Hall of Fame della franchigia nel 2014.
Nato ad Omaha, Nebraska, Gibson superò un'infanzia caratterizzata da cattive condizioni di salute eccellendo negli sport giovanili, in particolare basket e baseball. Dopo essere stato brevemente sotto contratto sia con gli Harlem Globetrotters che con i St. Louis Cardinals, Gibson decise di puntare solo sul baseball. Divenuto a lanciatore a tempo pieno nel luglio 1961, Gibson guadagnò gradualmente consensi, venendo nominato per la prima volta All-Star nel 1962. Gibson vinse due delle tre gare in cui lanciò nelle World Series del 1964, dopo di che vinse 20 gare in una stagione per la prima volta nel 1965. Gibson lanciò anche tre vittorie complete nelle World Series del 1967.
L'apice della carriera di Gibson fu nel 1968, quando terminò con 1,12 di ERA nella stagione e poi fece registrare 17 strikeout nella prima gara della World Series. Nel corso della sua carriera, Gibson divenne noto per la sua natura competitiva e per il fattore intimidatorio che usava nei confronti dei battitori avversari. Gibson lanciò un no-hitter durante la stagione 1971, ma iniziò ad accusare problemi alle ginocchia nelle stagioni successive. Dopo il ritiro da giocatore nel 1975, Gibson fu l'allenatore dei lanciatori per il suo ex compagno di squadra Joe Torre. Nel 1999 fu inserito nella formazione del secolo della MLB e nello stesso anno fu votato da The Sporting News‍ al 31º posto nella classifica dei migliori cento giocatori di tutti i tempi.

## Palmarès

### Club
- World Series: 2

St. Louis Cardinals: 1964, 1967

### Individuale
- MVP della National League: 1

1968
- MVP delle World Series: 2

1964, 1967
- MLB All-Star: 9

1962, 1962, 1965–1970, 1972
- Cy Young Award: 2

1968, 1970
- Guanti d'oro: 9

1965–1973
- Formazione del secolo della MLB
- Numero 45 ritirato dai St. Louis Cardinals